# 리태하
리태하(李泰河, 2003년 1월 16일~)는 재일 한국인 축구 선수이다. 현재 로아소 구마모토 소속으로 뛰고 있다.